# Neritos metaleuca
Neritos metaleuca là một loài bướm đêm thuộc phân họ Arctiinae, họ Erebidae.